# Svenska hjärtan: svarta ballader och fördömda sånger
Svenska hjärtan: svarta ballader och fördömda sånger är ett album av den svenska folkrock-gruppen Perssons Pack, utgivet 1992. Samtliga låtar är tolkningar av svenskspråkiga protestvisor och folkrocklåtar som i huvudsak var stora i Sverige 1960-talet. Albumet producerades av Kjell Andersson, som även står för albumets omslag. Det spelades in i EMI Studio i Skärmarbrink i samband med inspelningarna av deras föregående skiva Äkta hjärtan. Flera låtar är därför inspelade i en tagning eller med få pålägg. Albumet gavs ut mindre än ett halvår som uppföljare till Äkta hjärtan, vilket var ovanligt i musikbranschen på stora bolag.

## Låtlista
| Spår | Titel                        | Låtlängd | Text och musik                                                                           | Kommentar |
| ---- | ---------------------------- | -------- | ---------------------------------------------------------------------------------------- | --- |
| 1    | "Mördar-Anders"              | 3:16     | Text: Cornelis Vreeswijk Musik: Traditionell                                             | Från Jailbird Singers album Tjyvballader och barnatro, med arrangemang av Tony Granqvist 1964. |
| 2    | "Brooklandsvägen"            | 4:21     | Text: Olavus Wold Musik: Dan Andersson                                                   | Ursprungligen "Brookland Road", ett poem av Rudyard Kipling. Singel med Hootenanny Singers från 1974. |
| 3    | "Han var min bäste vän"      | 3:49     | Text: Thorstein Bergman Musik: Traditionell                                              | Ursprungligen "He was a friend of mine", en traditionell text. Singel med Thorstein Bergman från 1966.                                                                                                   |
| 4    | "Rulla på, rulla på"         | 3:26     | Text: Cornelis Vreeswijk Musik: Tony Granqvist                                           | Från Jailbird Singers album Tjyvballader och barnatro 1964 |
| 5    | "Balladen om Joe Hill"       | 4:14     | Text: Rune Lindström Musik : Earl Robinson                                               | Ursprungligen "Joe Hill" med text av Alfred Hayes 1930 och musik av Earl Robinson från 1936. Finns med Fred Åkerström på albumet Dagsedlar åt kapitalismen.                                              |
| 6    | "Bara om min älskade väntar" | 3:15     | Text: Ulf Dageby Musik: Bob Dylan                                                        | Ursprungligen "Tomorrow is a long time" av Bob Dylan på albumet Bob Dylan's Greatest Hits Vol. II i en live-inspelning gjord 1963. Svenska versionen på Nationalteaterns album Barn av vår tid från 1978 |
| 7    | "Johnny du är rå"            | 4:45     | Text: Peps Persson Musik: Roy Beckford, Winston Bailey, Derrick Crooks och Trevor Wilson | Ursprungligen "Johnny too bad", av The Slickers från 1971. Peps Blodsband gjorde den svenska versionen, men under namnet "Ronny du e rå", på albumet Fram med pengarna! från 1988.                       |
| 8    | "Var det här bara början"    | 4:12     | Text och musik Py Bäckman                                                                | Melodifestivallåt med Py and the Gang 1979 |
| 9    | "Kaliforniens guld"          | 2:25     | Text: Kenneth Gärdestad Musik: Ted Gärdestad                                             | Från albumet "Ted" 1973. |
| 10   | "Blod eller guld"            | 4:05     | Text och musik: Nisse Hellberg                                                           | Singel med Wilmer X från 1983 |
| 11   | "Ensam blir ensam"           | 3:13     | Text Lars Kolrud Musik: Hank Williams                                                    | Ursprungligen "Alone and Forsaken", på singel med Hank Williams 1951. |

## Medverkande

### Perssons Pack
- Per Persson - akustisk och elektrisk gitarr, sång
- Magnus Lindh - dragspel, Hammond-orgel och piano
- Magnus Adell - elektrisk och akustisk bas

### Övriga
- Elektrisk och akustisk gitarr, resolectric, mandolin: Pelle Sirén
- Trummor och slagverk: Ingemar Dunker
- Steel, dobro och banjo: Jesper Lindberg
- Kör: Micke Andersson